# Pietà (Montluçon)

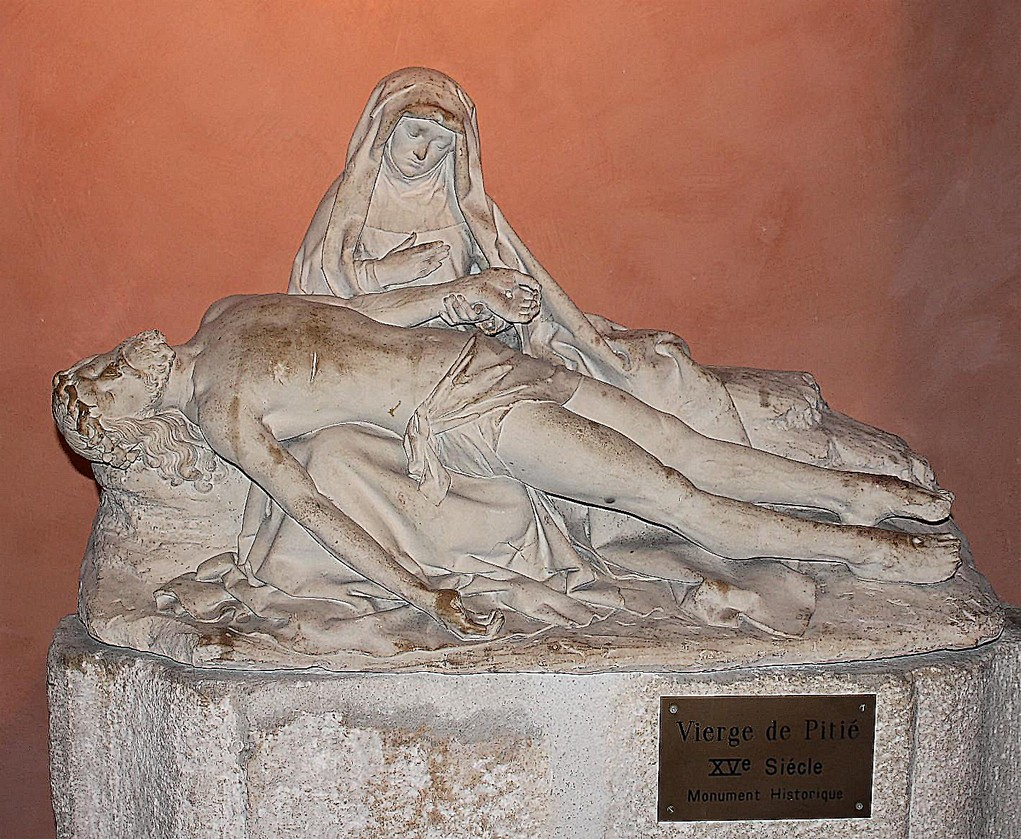
Pietà in Montluçon

Die Pietà in der Kirche St-Pierre in Montluçon, einer französischen Gemeinde im Département Allier der Region Auvergne-Rhône-Alpes, wurde Ende des 15. Jahrhunderts geschaffen. Im Jahr 1918 wurde die Pietà als Monument historique in die Liste der denkmalgeschützten Objekte (Base Palissy) in Frankreich aufgenommen.
Die 55 cm hohe und 85 cm breite Skulpturengruppe aus Stein im südlichen Seitenschiff zeigt Maria mit dem Leichnam Jesu auf den Knien.
Bereits Émile Mâle (1862–1954) erkannte die Bedeutung des Werkes, weshalb er die Skulptur in seinem 1908 erschienenen Werk L'Art religieux de la fin du Moyen Âge en France beschrieb. 
Im Museum Cité de l’architecture et du patrimoine in Paris befindet sich ein im Jahr 1921 gefertigter Abguss dieses Werkes.  